# Brigante

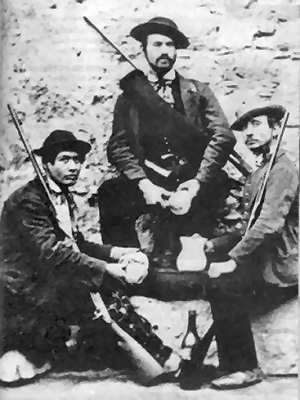
La banda del brigante Agostino Sacchitiello di Bisaccia, uno dei più fidati luogotenenti di Carmine Crocco. Foto del 1862.

Il termine brigante viene genericamente inteso come sinonimo di bandito, ovvero una persona la cui attività è illegale o fuorilegge.
Il fenomeno del brigantaggio, presente già nell'antichità, si diffuse in Italia a partire dall'Alto e Basso Medioevo (invasioni barbariche) fino ai primi decenni del Novecento, sostituito da vere e proprie organizzazioni criminali diffusesi poi anche a livello internazionale.

## Descrizione

### Origine del termine
Secondo alcuni, il termine "brigante" deriverebbe dal popolo celtico dei Briganti (abitanti della Britannia), insediato presso Eboracum (York) e, sempre per costoro, tristemente famoso presso i Romani a causa della loro riottosità; secondo il Devoto per briga è da intendersi una parola che in lingua gallica (il gallico è una lingua celtica estinta, parlata nelle antiche Gallie, praticamente le odierne Francia e Italia settentrionale), indica "forza", passata poi a significare "prepotenza". Il nome Brigantes (Briganti, Βρίγαντες; della Britannia) è affine a quello della dea celtica Brigantia.
Comunque il nome viene da una radice celtica che significa altitudine. Il nome Brigantes infatti è collegabile a brig che significa "alto, elevato" e anche "colle, altura" e non è chiaro se i nomi derivati erano così denominati col significato di "quelli alti" nel senso metaforico di animi nobili, o col significato di "montanari", oppure col significato di abitanti, luoghi o fortificazioni situati in altura. Anche il nome Brigit e altri simili avrebbero avuto la stessa origine in Irlanda. A parziale conferma, Tolomeo nel menzionare i Brigantes, li riconosce come tribù presente anche in Irlanda. Un'altra tribù celtica (da taluni identificata come Brigantii) è citata da Strabone come una sub-tribù presente nel territorio dei Vindelici. Nella geografia pre-romana dell'Europa, Vindelicia era una regione delimitata a nord dal Danubio (e successivamente dal Limes Germanico di Adriano), a est dall'attuale fiume Inn, a sud dalla Rezia e a ovest dal territorio degli Elvezi. Il suo capoluogo divenne con i Romani Augusta Vindelicorum ("Augusta dei Vindelici", o Augusta).
L'origine etnica del Vindelici non è sicura. In ogni caso solo verso la fine del primo secolo d.C. questa regione è stata inclusa nella provincia della Rezia dove erano sicuramente presenti sub-tribù di Brigantes Celti. Nella lingua italiana la parola brigante, da cui, fra gli altri, i nomi inglesi e francesi di brigand e brigade (e poi anche di brigandage) si evidenzia da espressioni derivate dal latino medievale non prima del XIV secolo. Il termine brigante, con la connotazione di "fuorilegge", deriverebbe, come sopra affermato, da "brigare". Non vi sarebbe dunque un'origine celtica di termini relativi alla parola brigantaggio e anche se una derivazione celtica fosse possibile, ogni connessione con la tribù celtica dei Brigantes della Britannia appare affatto improbabile in quanto detta tribù non aveva avuto alcuna particolare presenza nella penisola italica ed era scomparsa come popolo da qualche migliaia di anni rispetto al momento in cui comparvero termini correlati con brigantaggio.
D'altro canto diverse città e aree che si rifanno ad antichi insediamenti celtici con prefisso con brig o briga potrebbero avere origini comuni coi Brigantes della Britannia e sono in ogni caso tutte città e aree che si rifanno ad antichi insediamenti celtici. Fra questi stanziamenti con prefisso brig o briga vi sono Brigantion poi romanizzata e denominata Brigantium (l'attuale Bregenz in Austria), posta sulle rive del Brigantinus Lacus e principale centro delle sottotribù celtiche dei Briganti delle Alpi e Prealpi retiche, oppure Brigantio → Brigantium oggi Briançon nelle Alpi Cozie e anche Hispaniae Brigantium o Brigantinus Portus, l'antico nome del porto dell'odierna La Coruña, nella parte nord-occidentale della Spagna, Braganza in Portogallo nel distretto di Braganza. A proposito dell'attuale Bregenz, fondata da Brigantes delle Alpi e Prealpi (Brigantiers per i francesi), nel 15 a.C. i Romani la conquistarono e le conferirono lo status di città (Brigantium).
Nel 259-60, Brigantium venne distrutta in seguito a invasioni barbariche germaniche. Curiosamente, tra le ricostruzioni storiche sulle origini del nome del territorio storico della Brianza italiana (che ha il documento forse più antico, nel quale si accenna proprio al nome Brianza, risalente al 1107), alcune, hanno sostenuto la versione, forse leggendaria, secondo la quale il nome di questo territorio storico della Lombardia è collegabile con il nome della Città di Brigantium e della popolazione che da essa emigrò dopo l'invasione dei popoli Germanici. D'altronde, nelle trascrizioni la G celtica tende a volte a sparire davanti alla A e quindi è possibile una derivazione Brigantes→Brigantii→ Briganti→Briganzi→ Briantii→ Brianti→Brianzi. Nel 1485 venne istituita la Banca del Monte di Brianza, che tentò di risolvere problemi conseguenza fra l'altro della calamità del brigantaggio, ma particolarmente suggestivo è poi il possibile rafforzarsi del termine dovuto ai bravi di manzoniana memoria (probabilmente il nome bravo deriva dal latino pravus che significa "cattivo e malvagio"), soldataglia al servizio di signorotti locali, loro braccio armato e prepotente e con essi esercitanti una vera e propria forma di brigantaggio crudele nei contadi in cui spadroneggiavano nel 1600; in caso di razzie nelle campagne, di fronte a rare ribellioni nei loro confronti trovavano rifugio tra boschi, colline, luoghi montagnosi e dirupi, in ogni caso sedi impervie: fra i bricch come si diceva nei dialetti locali.
Vi sono infine alcune città italiane che deriverebbero il loro nome da termine celtico Brig, Brik, quindi con un lontano passato celtico ma senza alcun legame con città e popolazioni di quella tribù celtica dei Brigantes della Britannia che in epoca pre-romana controllava la parte più grande dell'attuale Inghilterra del Nord e una parte significativa delle Midlands, né soprattutto col brigantaggio. In conclusione i termini Brigantes e Brigantii, hanno avuto nel corso della storia collegamenti con diversi episodi di ribellione a invasioni o a prevaricazioni sociali e politiche ma non hanno alcuna connessione col brigantaggio, inteso nel senso di fenomeno determinato da persone "dedicate" ad atti di perversa brutalità o di sopraffazione e prevaricazione anche violente e spesso nell'ambito di una criminalità organizzata.

### Utilizzo del termine
Il termine brigante, seppur derivi dalla parola "brigare" di cui condivise originariamente i significati di "praticare", "lavorare", "trovarsi insieme", ha assunto progressivamente, soprattutto in Francia, la connotazione di "fuorilegge", che oggi prevale. È nel 1410, che si attesta il lemma francese "brigandage", ma è solo nel 1829 che viene riscontrato in Italia come neologismo. In realtà, fin dai primi decenni del Trecento, in Italia meridionale, il termine Brigante fu spesso utilizzato per identificare una particolare tipologia di fante mercenario. Si trattava infatti di uomini dotati di un equipaggiamento più pesante rispetto agli altri fanti e, verosimilmente, provvisti di brigantina.
Ancora oggi in Russia si cantano e si ballano, in opere folkloristiche, le gesta di gruppi di briganti guidati da Sten'ka Razin, intorno al 1670. Razin e le sue bande armate di contadini e di avventurieri rivendicavano diritti sociali, quali l'eguaglianza e l'abolizione di privilegi.
"Briganti" vennero detti dai francesi anche i componenti dell'armata sanfedista riunita dal cardinale Fabrizio Ruffo che combatterono vittoriosamente contro l'occupazione francese e contro la Repubblica napoletana del 1799 (sostenuta, ma non riconosciuta, dalla stessa Francia). È in tal modo quindi, che, attraverso il francese, la parola "brigante" giunge in Italia poiché "con tal nome erano comunemente chiamati nell'anno 1809 coloro che nelle varie nostre province si sollevarono".
Sono stati quindi spesso definiti briganti, in senso dispregiativo, non unicamente dei 'delinquenti', ma i combattenti e rivoltosi in determinate situazioni sociali e politiche e per brigantaggio poi si è teso a definire non solo una forma di banditismo caratterizzata da azioni violente a scopo di rapina ed estorsione, ma anche azioni che hanno avuto, in altre circostanze, risvolti insurrezionalisti a sfondo politico e sociale. In Italia spesso ci si riferisce a persone raggruppatisi nel Mezzogiorno per contrapporsi contro le truppe che portarono al compimento il processo di unificazione del Regno d'Italia dei Savoia. L'uso del termine "brigante" assimilato a "bandito" è stato anche impiegato contro i partigiani della Resistenza dalle forze d'occupazione naziste.
Sono stati, in definitiva nel tempo, spesso definiti briganti, in senso dispregiativo, non solo persone 'dedicate' alla criminalità, ma altresì combattenti e rivoltosi in determinate situazioni sociali e politiche. Nella storiografia sono definiti "briganti" i movimenti di Taiping, un gruppo di rivoltosi orientali, attivo dalla seconda metà dell'Ottocento.

### Briganti e partigiani
L'identificazione di un determinato gruppo di combattenti o partigiani con termini quali brigante o bandito dipende in buona parte dal punto di vista della potenza che, detenendo il monopolio della forza e della legge, s'impone sul territorio interessato dalla ribellione, con l'obiettivo di screditarla e isolarla dal suo tessuto sociale.
Alcuni di questi briganti guadagnarono in alcuni casi fama e appoggio dalla popolazione assumendo, nella cultura contadina e nella letteratura, un carattere a volte leggendario, come ad esempio avvenne nel caso dei cangaçeiros, che per circa 70 anni agirono nel Nordest del Brasile.
Infine, ulteriore esempio di quanto controverso possa essere l'uso di termini come "brigante" e "bandito" è il fatto che i partigiani della Resistenza venivano comunemente definiti banditi dalle forze d'occupazione naziste e come tali trattati. Son stati definiti "briganti" anche i praedones della Roma repubblicana, sebbene tale parola, data la propria forte valenza storica, non appaia appropriata per quel contesto.

## La figura in Italia

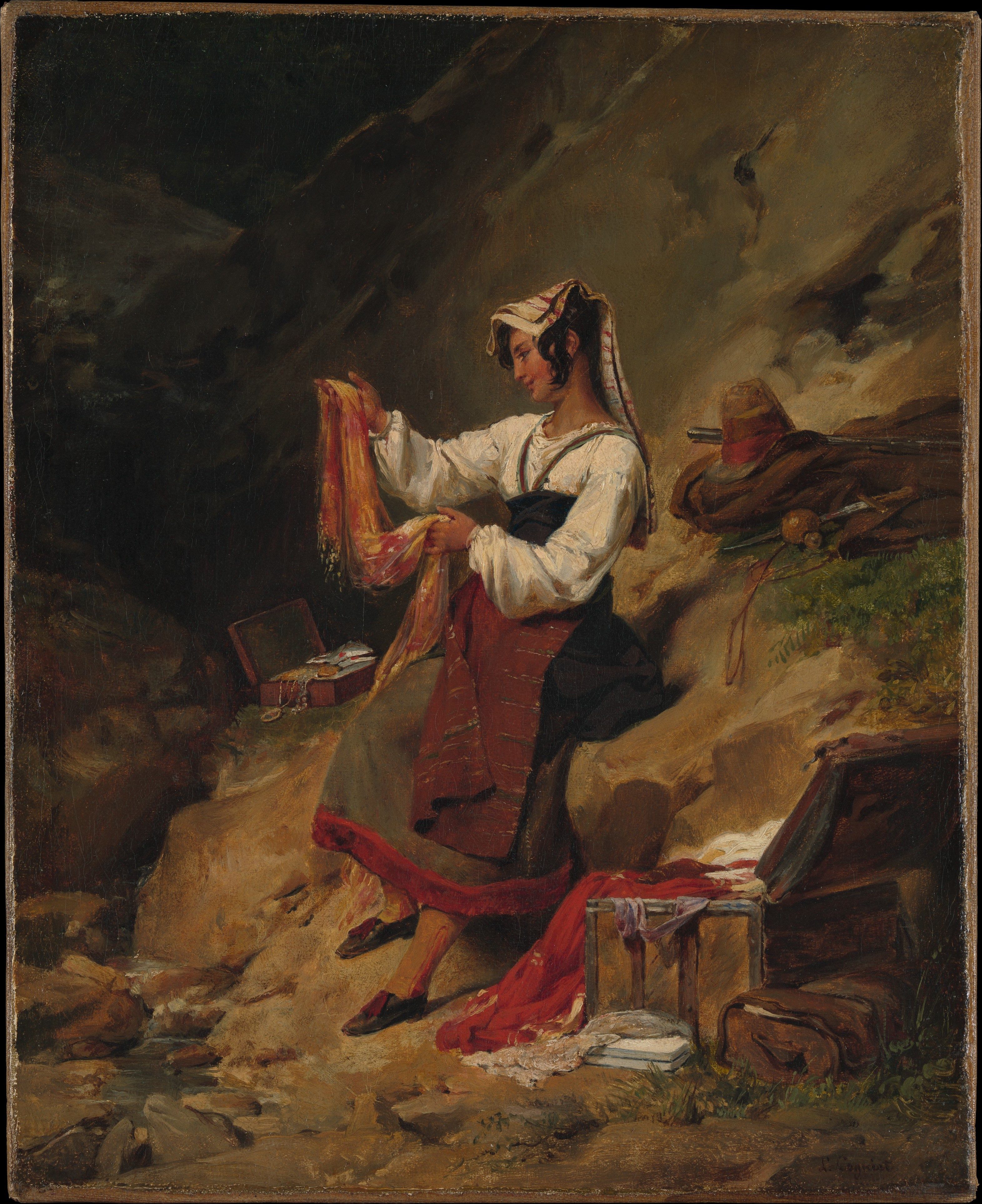
Moglie del brigante che rimira il bottino. Dipinto di Léon Cogniet (1825-1826)

Sin dal Medioevo le strade della penisola erano battute da briganti in cerca di bottino. Enzo Ciconte racconta che nel 1559, dopo la fine delle guerre d'Italia del XVI secolo, ci fu un enorme numero di persone capaci di combattere ma non più abituate a lavorare i campi; molti di questi divennero fuorilegge e crearono diverse bande.
Ciò avvenne anche nel Veneto del 1600, dove i soldati stipendiati da una misera paga, si prestarono ad atti di brigantaggio. Il numero più elevato di atti di brigantaggio ricade sulla Calabria del 1500 dove la vita dei poveri e dei contadini porta a un accumulo di rancore che conduce al sollevamento della popolazione, al quale partecipano anche i monaci, e a violenze nei confronti dei signori locali.
Alcuni briganti per svolgere le loro attività si servirono delle ostilità delle signorie locali, come faceva anche l'abruzzese Marco Sciarra chiamato Flagellum Dei, il nemico numero uno dello Stato della Chiesa. Non mancarono anche briganti che si fecero difensori dei nobili, come Francesco Marocco, soprannominato Tartaglia, che si prestò al servizio di Paolo Giordano Orsini. Oppure Pietro Mancino, che rendendosi a favore dei francesi e del Pontefice, risultò fastidioso al Regno di Napoli.
Secondo quanto scrive Ciconte, in quel periodo pur di estirpare il brigantaggio si era propensi a ricorrere a ogni mezzo, infatti era comune trovare sui cigli delle strade i corpi morti dei briganti o parti di essi, delle brutali scene che si credeva potessero essere di esempio per chi avesse notato i resti, almeno fino alla vigilia dell'Unità d'Italia. Ciò non fece cambiare idea ai briganti del sud, i quali riuniti in bande si spacciarono talvolta per esercito di liberazione: ad esempio in Abruzzo i briganti combatterono al fianco dei Sanfedisti per rimandare ai Borbone il regno che avevano perso con i francesi. Ciconte scrive che a Itri il brigante Michele Pezza, soprannominato Fra Diavolo, durante il breve ritorno dei Borbone a Napoli mantiene il grado di colonnello, ottiene poi una pensione e la nomina di Duca di Cassano, tornati i francesi lo impiccarono. Murat notò che i Borbone e gli inglesi si servivano dei briganti e per risolvere la situazione, concesse carta bianca al generale Charles-Antoine Manhès che decise di fare una guerra di sterminio.
Dopo l'unità d'Italia i boschi del Mezzogiorno continentale divennero rifugio di briganti, tra questi giovani che si rifugiarono nel brigantaggio per evitare il servizio militare dopo l'introduzione della leva obbligatoria, alimentando il fenomeno del brigantaggio postunitario italiano. Secondo Ciconte il brigantaggio della provincia di Reggio Calabria, Puglia, Abruzzo, Basilicata, non era dovuto a gesta camorristiche, nemmeno in Campania dove il brigantaggio comprendeva la Terra di Lavoro e dei Principati, con l'eccezione della città di Napoli che era il centro della camorra.

### Briganti famosi

#### Abruzzo
- Giuseppe Pomponio
- Marco Sciarra, detto re della campagna
- Domenico di Sciascio
- Giovanni di Sciascio
- Antonio di Sciascio
- Salvatore Scenna
- Tiziano Rizzacasa
- Luca Pastore
- Nicola Marino
- Camillo Di Donato
- Domenico Colaneri
- Nicola Marino
- Carmine d'Angelo
- Nunziato Di Mecola
- Domenico Valerio, detto 'Cannone'
- Luca di Caramanico
- Fabiano Marcucci, detto 'Primiano'
- Antonio la Vella
- Pasquale Mancini
- Vincenzo Tamburini
- Croce di Tola, detto 'Crocitto'

#### Basilicata
- Giuseppe Caruso, detto Zì Beppe
- Rocco Chirichigno, detto Coppolone
- Eustachio Chita, detto Chitaridd
- Carmine Crocco, detto Donatelli e soprannominato Il generale dei Briganti
- Gerardo De Felice, detto Ingiongiolo
- Michele di Gè
- Eustachio Fasano
- Antonio Franco, detto Lupo del Pollino
- Antonio Locaso, detto ‘U Craparidd
- Angelantonio Masini, detto Ciuccolo
- Vincenzo Mastronardi, detto Amato
- Domenico Rizzo, detto Taccone
- Giuseppe Nicola Summa, detto Ninco Nanco
- Gioseffi Teodoro, detto Caporal Teodoro

#### Calabria
- Marco Berardi, detto Re Marcone
- Pietro Corea
- Nino Martino
- Pietro Monaco
- Giuseppe Musolino, detto U rre dill'Asprumunti
- Maria Oliverio, detta Ciccilla
- Giacomo Pisano, detto Francatrippa
- Domenico Straface, detto Palma

#### Campania
- Antonio Cozzolino, detto Pilone
- Maria Maddalena De Lellis
- Michelina Di Cesare
- Angelo Duca, detto Angiolillo
- Cosimo Giordano
- Nicola Napolitano, detto il Caprariello
- Vito Nardiello, detto Lupo d'Irpinia
- Filomena Pennacchio

#### Emilia-Romagna
- Domenico Amorotto
- Stefano Pelloni, detto il Passatore

#### Lazio
- Luigi Alonzi, detto Chiavone
- Michele Pezza, detto Fra Diavolo
- Gaetano Coletta, detto Mammone
- Antonio Gasbarrone
- Alessandro Massaroni
- Domenico Tiburzi, detto Domenichino
- Damiano Vellucci
- Cencio Vendetta

#### Lombardia
- Giacomo Carciocchi, detto Carcini
- Vincenzo Pacchiana, detto Pacì Paciana

#### Marche
- Giuseppe Costantini, detto Sciabolone
- Terenzio Grossi

#### Piemonte
- Peter Bangher, detto Il Bangher
- Francesco Demichelis, detto Il Biondin
- Giuseppe Mayno, detto Mayno della Spinetta

#### Puglia
- Ciro Annichiarico, detto Papa Ciro
- Michele Caruso, detto Colonnello Caruso
- Antonio Angelo Del Sambro o Angelo Maria Del Sambro, detto Lu Zambro
- Cosimo Mazzeo detto Pizzichicchio
- Pasquale Domenico Romano detto Sergente Romano
- Giuseppe Schiavone, detto Sparviero

#### Sicilia
- Pasquale Bruno
- Giovanni Boncoraggio
- Antonio Catinella, detto Sataliviti
- Giuseppa Salvo, detta la Regina di Gangi
- Giuseppe Andaloro
- Salvatore Giuliano, detto Turiddu

#### Toscana
- Federigo Bobini, detto Gnicche
- Ghino di Tacco
- Domenico Tiburzi detto Domenichino

#### Umbria
- Nazareno Gugliemi, detto Cinicchia

## Galleria d'immagini

### Briganti del primo ottocento

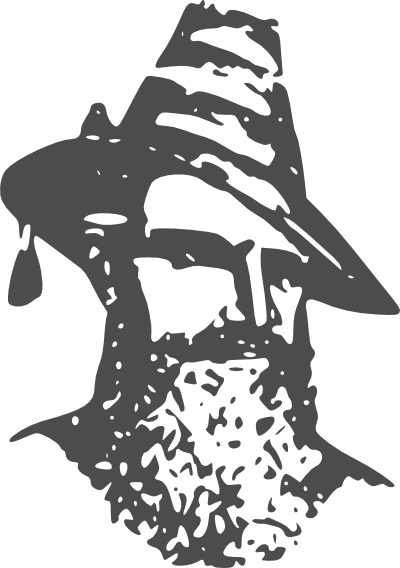
Il Passatore
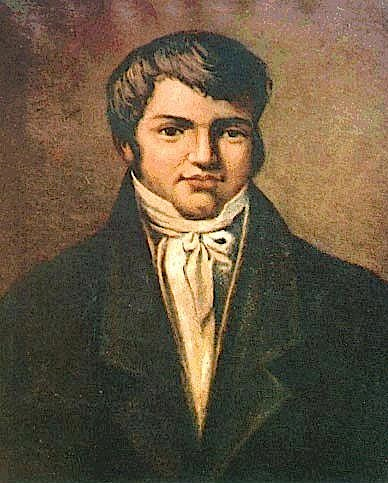
Fra Diavolo

### Briganti del periodo post-Unitario

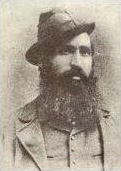
Carmine Crocco
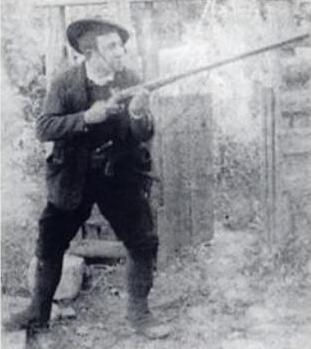
Antonio Franco
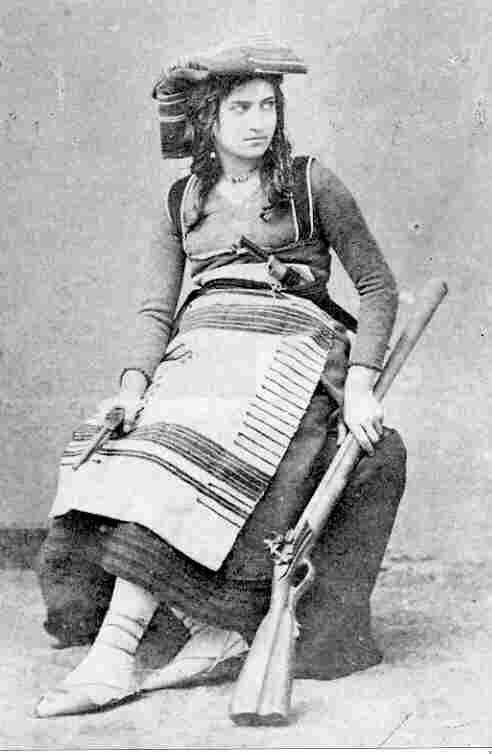
Michelina Di Cesare
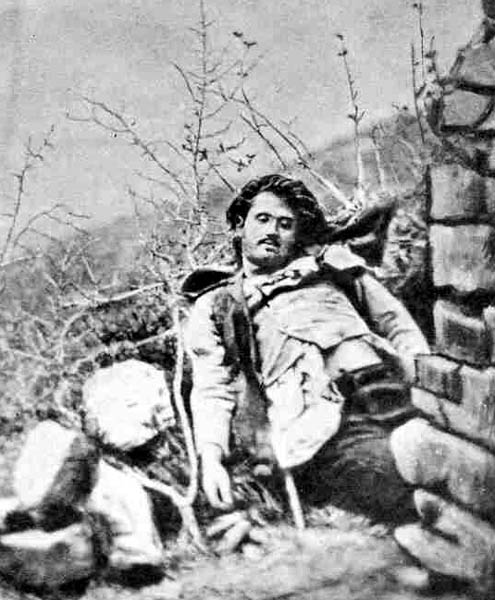
Ninco Nanco
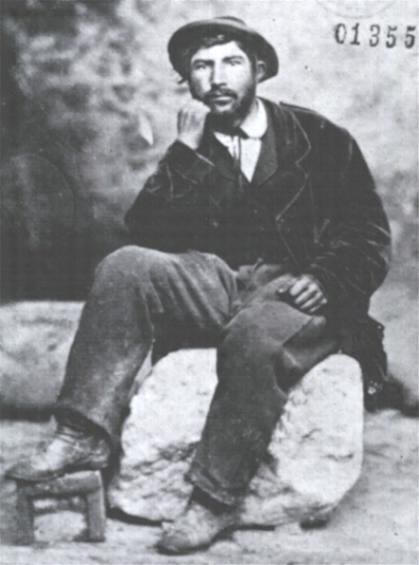
Giuseppe Schiavone
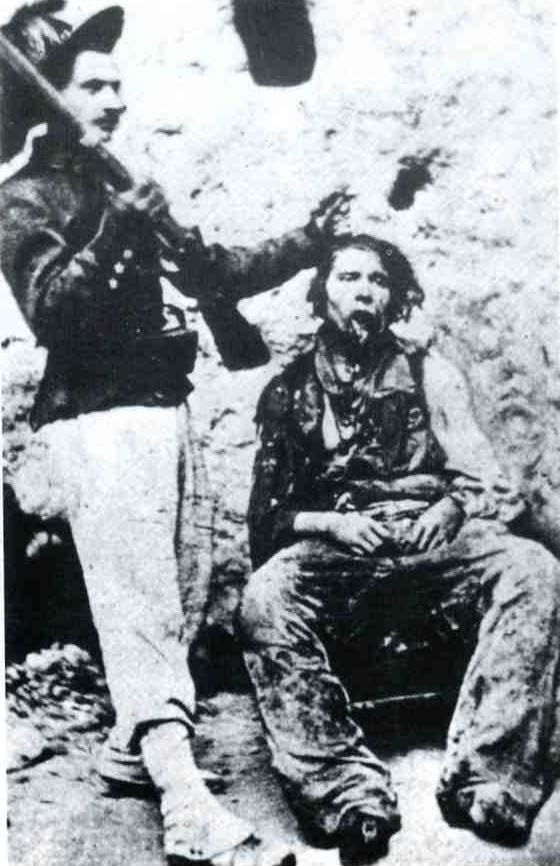
Nicola Napolitano
Filomena Pennacchio
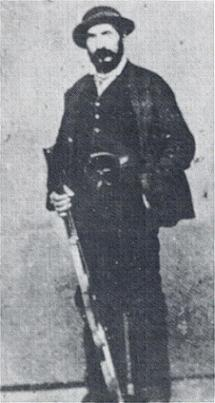
Giuseppe Caruso
Maria Oliverio Ciccilla
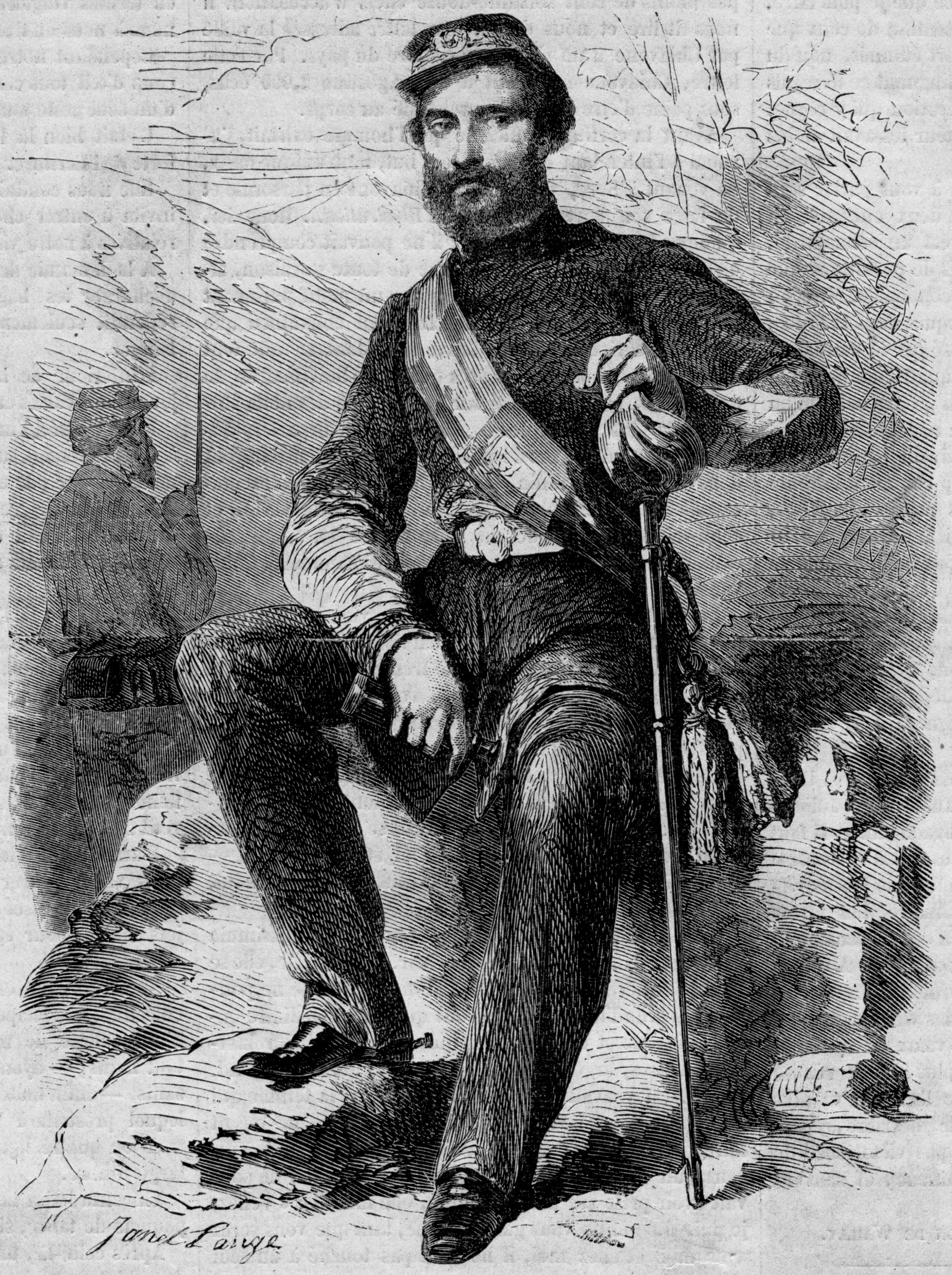
Luigi Alonzi detto "Chiavone"
Giovanni Boncoraggio

### Briganti contemporanei

Eustachio Chita
Giuseppe Musolino
Salvatore Giuliano